# Mokroluh
Mokroluh (in ungherese Tapolysárpatak, in tedesco Nassewiesen) è un comune della Slovacchia facente parte del distretto di Bardejov, nella regione di Prešov.

## Storia
Il villaggio viene citato per la prima volta nel 1277 (con il nome di Mokurlang). All'epoca apparteneva alla Signoria di Smilno-Makovica che nel 1355 vi costruì un mulino che doveva servire l'intera zona. In seguito a causa delle varie dispute il villaggio fu coinvolto in numerosi saccheggi.